# Гай Курцій Філон
Гай Ку́рцій Філо́н (лат. Gaius Curtius Philo; ? — після 445 до н. е.) — політичний, державний і військовий діяч Римської республіки, консул 445 року до н. е.

## Біографія
Походив з патриціанського роду Курціїв. Про батьків, молоді роки його нічого невідомо. 
У 445 році до н. е. був обраний консулом разом з Марком Генуцієм Авгуріном. На цій посаді вони 
протистояли народному трибуну Гаю Канулею щодо затвердження закону Lex Canuleia, що дозволив би узаконити шлюби патриціїв з плебеями. Також вони виступили проти допуску плебеїв до консулату. Вони не змогли завадити прийняттю першого закону, проте разом із сенатом не допустили ухвалення другого закону Канулея.
Щоб не допустити плебеїв до влади після своєї каденції за рішенням сенату консули провели вперше обрання військових трибунів з консульською владою, нової державної посади магістрату. Але Гай Курцій зробив це незграбно, поставивши неправильно шатро для гадань на птахах, тому через три місяці результати виборів були скасовані. 
З того часу про подальшу долю Гая Курція Філона відомостей немає.